# Collegio elettorale di Ariano Irpino (Senato della Repubblica)
Il collegio di Ariano Irpino fu un collegio elettorale uninominale della Repubblica Italiana per l'elezione del Senato della Repubblica. Apparteneva alla circoscrizione Campania e fu utilizzato per eleggere un senatore nella XII, XIII e XIV legislatura.
Venne istituito nel 1993 con la cosiddetta Legge Mattarella (Legge n. 276, Norme per l'elezione del Senato della Repubblica), attuata in seguito al referendum abrogativo del 1993. La legge istituì per la Camera dei deputati e per il Senato della Repubblica un sistema di elezione misto, in parte maggioritario e in parte proporzionale. Il 75% dei parlamentari dell'assemblea veniva eletto in collegi uninominali tramite sistema maggioritario a turno unico; il restante 25% al Senato veniva eletto tramite recupero proporzionale dei più votati non eletti attraverso un meccanismo di calcolo denominato "scorporo", cioè sottraendo dal conteggio dei voti totali di una lista nella parte proporzionale i voti ottenuti dai candidati collegati alla medesima lista che erano eletti nei collegi uninominali con il sistema maggioritario.
Il collegio venne abolito insieme a tutti gli altri che costituivano il Senato con la promulgazione della legge elettorale successiva, la cosiddetta Legge Calderoli. Questa prevedeva un sistema proporzionale con premio di maggioranza, che al Senato veniva attribuito a livello regionale.

## Territorio
Il collegio di Ariano Irpino era uno dei 22 collegi uninominali in cui era suddivisa la Campania e, come previsto dal D.Lgs. del 20 dicembre 1993 n. 535, era compreso nelle province di Avellino e di Benevento e comprendeva, oltre al comune di Ariano Irpino, anche i seguenti altri comuni: Andretta, Apice, Aquilonia, Bagnoli Irpino, Baselice, Bisaccia, Bonito, Buonalbergo, Cairano, Calabritto, Calitri, Caposele, Carife, Casalbore, Cassano Irpino, Castel Baronia, Castelfranci, Castelfranco in Miscano, Castelvetere in Val Fortore, Castelvetere sul Calore, Conza della Campania, Flumeri, Foiano di Val Fortore, Fontanarosa, Frigento, Gesualdo, Ginestra degli Schiavoni, Greci, Grottaminarda, Guardia Lombardi, Lacedonia, Lapio, Lioni, Luogosano, Melito Irpino, Mirabella Eclano, Molinara, Montaguto, Montecalvo Irpino, Montefalcone di Val Fortore, Montella, Montemarano, Monteverde, Morra De Sanctis, Nusco, Paduli, Pago Veiano, Paternopoli, Pesco Sannita, Pietrelcina, Reino, Rocca San Felice, San Bartolomeo in Galdo, San Giorgio La Molara, San Mango sul Calore, San Marco dei Cavoti, San Nicola Baronia, San Sossio Baronia, Sant'Andrea di Conza, Sant'Angelo all'Esca, Sant'Angelo dei Lombardi, Sant'Arcangelo Trimonte, Savignano Irpino, Scampitella, Senerchia, Sturno, Taurasi, Teora, Torella dei Lombardi, Trevico, Vallata, Vallesaccarda, Villamaina, Villanova del Battista, Volturara Irpina e Zungoli.

## Eletti
| Elezione | Elezione | Senatore          | Partito                  |
| -------- | -------- | ----------------- | ------------------------ |
|          | 1994     | Ortensio Zecchino | Patto per l'Italia (PPI) |
|          | 1996     | Ortensio Zecchino | L'Ulivo (PPI)            |
|          | 2001     | Angelo Flammia    | L'Ulivo (DS)             |

## Dati elettorali

### XII legislatura
|                               | Ortensio Zecchino ✔️ Eletto | Patto per l'Italia    | 42 607  | 36,54 |  |  |  |  |  |
|                               | Angelo Flammia              | Progressisti          | 38 400  | 32,94 |  |  |  |  |  |
|                               | Gaetano Santoli             | Polo del Buon Governo | 35 584  | 30,52 |  |  |  |  |  |
| Totale                        | Totale                      | Totale                | 116 591 | 100   |  |  |  |  |  |
|                               |                             |                       |         |       |  |  |  |  |  |
| Voti non validi               | Voti non validi             | Voti non validi       | 17 393  | 12,98 |  |  |  |  |  |
| Votanti                       | Votanti                     | Votanti               | 133 984 | 65,96 |  |  |  |  |  |
| Elettori                      | Elettori                    | Elettori              | 203 120 |       |  |  |  |  |  |
|                               |                             |                       |         |       |  |  |  |  |  |
| Data: 27-28 marzo 1994        |                             |                       |         |       |  |  |  |  |  |
| Fonte: Ministero dell'interno |                             |                       |         |       |  |  |  |  |  |

### XIII legislatura
|                               | Ortensio Zecchino ✔️ Eletto | L'Ulivo                            | 58 991  | 51,91 |  |  |  |  |  |
|                               | Luigi Franza                | Polo per le Libertà                | 45 422  | 39,97 |  |  |  |  |  |
|                               | Francesco Mastroianni       | Movimento Sociale Fiamma Tricolore | 4 690   | 4,13  |  |  |  |  |  |
|                               | Antonio Brescia             | Socialista                         | 2 480   | 2,18  |  |  |  |  |  |
|                               | Giovanni Basile             | Democrazia Sociale                 | 2 057   | 1,81  |  |  |  |  |  |
| Totale                        | Totale                      | Totale                             | 113 640 | 100   |  |  |  |  |  |
|                               |                             |                                    |         |       |  |  |  |  |  |
| Voti non validi               | Voti non validi             | Voti non validi                    | 16 290  | 12,54 |  |  |  |  |  |
| Votanti                       | Votanti                     | Votanti                            | 129 930 | 61,69 |  |  |  |  |  |
| Elettori                      | Elettori                    | Elettori                           | 210 621 |       |  |  |  |  |  |
|                               |                             |                                    |         |       |  |  |  |  |  |
| Data: 21 aprile 1996          |                             |                                    |         |       |  |  |  |  |  |
| Fonte: Ministero dell'interno |                             |                                    |         |       |  |  |  |  |  |

### XIV legislatura
|                               | Angelo Flammia ✔️ Eletto | L'Ulivo                              | 46 514  | 39,14 |  |  |  |  |  |
|                               | Luigi Franza             | Casa delle Libertà                   | 45 015  | 37,88 |  |  |  |  |  |
|                               | Concetta De Vitto        | Democrazia Europea                   | 13 076  | 11,00 |  |  |  |  |  |
|                               | Edmondo Pugliese         | Lista Di Pietro                      | 5 286   | 4,45  |  |  |  |  |  |
|                               | Giovanni Maraia          | Partito della Rifondazione Comunista | 5 070   | 4,27  |  |  |  |  |  |
|                               | Generoso Martino         | Fiamma Tricolore                     | 1 975   | 1,66  |  |  |  |  |  |
|                               | Edoardo Massaro          | Lista Pannella-Bonino                | 1 183   | 1,00  |  |  |  |  |  |
|                               | Gerardo Iuliano          | Forza Nuova                          | 722     | 0,61  |  |  |  |  |  |
| Totale                        | Totale                   | Totale                               | 118 841 | 100   |  |  |  |  |  |
|                               |                          |                                      |         |       |  |  |  |  |  |
| Voti non validi               | Voti non validi          | Voti non validi                      | 15 204  | 11,34 |  |  |  |  |  |
| Votanti                       | Votanti                  | Votanti                              | 134 045 | 63,25 |  |  |  |  |  |
| Elettori                      | Elettori                 | Elettori                             | 211 924 |       |  |  |  |  |  |
|                               |                          |                                      |         |       |  |  |  |  |  |
| Data: 13 maggio 2001          |                          |                                      |         |       |  |  |  |  |  |
| Fonte: Ministero dell'interno |                          |                                      |         |       |  |  |  |  |  |